# Hiszpania na Letnich Igrzyskach Olimpijskich 1960
Hiszpanię na Letnich Igrzyskach Olimpijskich 1960 reprezentowało 144 zawodników, 133 mężczyzn i 11 kobiet. Reprezentanci Hiszpanii zdobyli 1 brązowy medal na tych igrzyskach.

## Zdobyte medale
| Medal | Zawodnik | Dyscyplina sportowa |
| ----- | --- | ------------------- |
| Brąz  | Pedro Amat, Francisco Caballer, Juan Calzado, José Colomer, Carlos del Coso, José Dinarés, Eduardo Dualde, Joaquín Dualde, Rafael Equsquiza, Ignacio Macaya, Pedro Murúa, Pedro Roiq, Luis Usoz, Narciso Ventalló | hokej na trawie     |